# Отел Вилвијон
Отел Вилвијон (фр. Autels-Villevillon) насеље је и општина у централној Француској у региону Центар (регион), у департману Ер и Лоар која припада префектури Ножан ле Ротру.
По подацима из 2011. године у општини је живело 168 становника, а густина насељености је износила 16,67 становника/km². Општина се простире на површини од 10,08 km². Налази се на средњој надморској висини од 220 метара (максималној 217 m, а минималној 174 m).

## Демографија
| 1962. | 1968. | 1975. | 1982. | 1990. | 1999. | 2011. |
| ----- | ----- | ----- | ----- | ----- | ----- | ----- |
| 279   | 281   | 200   | 140   | 135   | 120   | 168   |

График промене броја становника у току последњих година